# Gustav von Kessel
Gustav Emil Bernhard Bodo von Kessel (6 de abril de 1846 - 28 de mayo de 1918) fue un general alemán quien sirvió en la guerra austro-prusiana, la guerra franco-prusiana y la Primera Guerra Mundial.

## Biografía
Gustav von Kessel nació el 6 de abril de 1846 en Potsdam, Prusia. Provenía de una familia militar prusiana que produjo varios generales y políticos, incluido su padre, Generalmajor Emil von Kessel. Asistió a varias escuelas, incluida la Liegnitz Ritter-Akademie, y en 1864 se alistó al 1.º Infantería de Guardias; siendo comisionado como teniente segundo un año después. Participó en la guerra austro-prusiana, siendo herido en la batalla de Königgrätz, y en la guerra franco-prusiana, siendo herido en la batalla de Gravelotte.
Fue promovido a teniente primero en 1872, fue a la Academia Militar Prusiana, sirvió en un tour en el Generalato alemán y fue hecho Hauptmann al mando de una compañía en 1878. Después se convirtió en adjunto al príncipe de la corona Federico Guillermo, quien gobernaría brevemente como emperador Federico III antes de morir de cáncer. Cuando el hijo de este último Guillermo II ascendió al trono, von Kessel sirvió de nuevo como adjunto del soberano. Continuó subiendo en la escalera de su carrera; pasó a ser Generalmajor en 1896 y tres años después Generalleutnant y General adjunto del emperador.
Como adjunto imperial, el puesto frecuentemente se combinaba con posiciones en la guardia; lideró su viejo regimiento, la brigada y la 2.ª y 1.ª división de infantería de guardia antes de finalmente recibir el mando del Cuerpo de Guardia en 1902.
A partir de 1909 von Kessel fue gobernador Militar de Berlín y de la provincia  circundante, sirviendo en este puesto a lo largo de la I Guerra Mundial. Cuando tuvieron lugar las huelgas a partir de enero de 1918, Kessel suprimió las huelgas usando militares. Murió el 28 de mayo de 1918, siendo Alexander von Linsingen su sucesor.

## Honores
Entre sus órdenes y condecoraciones se hallan:
Honores alemanes
- Reino de Prusia: 
  - Caballero del Águila Negra, con Collar
  - Gran Cruz del Águila Roja, con Corona
  - Caballero de la Corona Prusiana, 1.ª Clase
  - Cruz de Gran Comandante de la Real Orden de Hohenzollern
  - Cruz de Hierro (1870), 2.ª Clase
  - Cruz al Servicio
- Hohenzollern: Cruz de Honor de la Principesca Orden de Hohenzollern, 1.ª Clase
- Anhalt: Gran Cruz de Alberto el Oso
- Gran Ducado de Baden:[3]
  - Comandante del Léon de Zähringen, 2.ª Clase, 1888
  - Gran Cruz de la Orden de Bertoldo I, 1908
- Reino de Baviera:
  - Caballero de San Huberto
  - Gran Cruz de la Orden del Mérito Militar
- Mecklemburgo:
  - Gran Cruz de la Corona Wéndica, con Corona Dorada
  - Gran Cruz del Grifón
- Gran Ducado de Oldemburgo: Gran Cruz de la Orden de Pedro Federico Luis
- Reino de Wurtemberg:
  - Gran Cruz de la Corona de Wurtemberg
  - Comandante de la Orden de Federico, 2.ª Clase

Honores extranjeros
- Imperio austrohúngaro:[4]
  - Caballero de la Corona de Hierro, 1.ª Clase, 1888
  - Comandante de la Orden imperial de Leopoldo, 1891; Gran Cruz, 1905
  - Comandante de la Orden imperial de Francisco José, con Estrella, 1892
- Bélgica: Gran Cordón de la Orden de Leopoldo
- Principado de Bulgaria:
  - Gran Cruz de San Alejandro
  - Gran Cruz de la Orden del Mérito Militar, en Diamantes
- China: Orden del Dragón Doble, Grado I Clase III
- Dinamarca: Gran Cruz de Dannebrog, 19 de noviembre de 1906[5]
- Grecia: Gran Cruz del Redentor
- Reino de Italia:
  - Gran Cruz de los Santos Mauricio y Lázaro
  - Gran Cruz de la Corona de Italia
- Imperio del Japón:
  - Gran Cordón de la Orden del Sagrado Tesoro
  - Gran Cordón del Sol Naciente
- Principado de Montenegro: Gran Cruz de la Orden del Príncipe Danilo I
- Países Bajos:
  - Comandante del León Neerlandés
  - Gran Cruz de la Orden de Orange-Nassau
- Noruega: Gran Cruz de San Olaf, 15 de diciembre de 1906[6]
- Imperio otomano:
  - Orden de Osmanieh, 1.ª Clase en Diamantes
  - Orden del Medjidie, 1.ª Clase
- Persia: Orden del Sol y el León, 1.ª Clase en Diamantes
- Imperio ruso:
  - Caballero de San Alejandro Nevski, en Diamantes
  - Caballero del Águila Blanca
  - Caballero de Santa Ana, 1.ª Clase
  - Caballero de San Estanislao, 1.ª Clase
- Reino de Serbia: Oficial de la Cruz de Takovo
- Siam: Gran Cruz de la Corona de Siam
- España:
  - Gran Cruz de la Orden al Mérito Militar
  - Gran Cruz de Isabel la Católica, 7 de noviembre de 1889[7]
  - Caballero de la Orden de Carlos III
- Suecia: Gran Cruz de Comandante de la Espada, 1905[8]
- Reino Unido: Gran Cruz Honorario de la Real Orden Victoriana, 18 de enero de 1901[9]

Nombramientos militares
- Inhaber del 20.º (3.º Brandeburgo) Regimiento de Infantería "Conde Tauentzien von Wittenberg"